# Gritos del Monday
Gritos del Monday es una película paraguaya de terror dirigida por Justiniano Saracho y Héctor Rodríguez, estrenada el 1 de abril de 2016, en cines de Paraguay. Producida por DAM Films una productora dirigida por el productor ejecutivo David Miranda.

## Sinopsis
Un grupo de estudiantes de Ingeniería Ambiental realizan un trabajo en la Reserva Ecológica de los Saltos del Monday. Los alumnos deciden acampar y en medio de la oscura noche, son sorprendidos por un hecho que les afectará por varios días, en especial a una de las estudiantes. Sus padres deciden buscar ayuda acudiendo a todas las ciencias y pseudociencias, mientras sus compañeros investigan qué sucedió realmente en la noche del campamento. La ayuda podría llegar de la manera más sorprendente, luego de mucha tensión.

## Producción
El rodaje de "Gritos del Monday" inició en febrero del 2014 y los trabajos se fueron dando de manera intercalada.
Las grabaciones se realizaron en diferentes localidades del país: Presidente Franco, Ciudad del Este, Minga Guazú, Hernandarias, Asunción, Santa Rita, Encarnación, Hohenau, San Cosme y San Damián, Reducciones jesuíticas de Jesús y Trinidad e Itacurubí de la Cordillera.
En cuanto al elenco, la película de terror cuenta con las actuaciones de Solange Méndez Flores, Katia Mármori, Javier Enciso, Lucía Sapena, Jorge Díaz de Bedoya, Ana Ivanova, Constantino Masi, Carlos Rizzi, Teresa Villalba de Rizzi, Eloisa Arroyos, Omar Mercado Fariña, Francisco Sosa, Edson Mármol, Jorge Núñez, José Gabriel Astigarraga, Justiniano Saracho Garay, José Méndez, Jessica Gabriaguez, Lourdes Motta, Tamara Céspedes, David Ortiz Portillo, Mariana Ladaga,  Carlos Bottino,  Luis Gavilán, Fausto Cabrera. Gritos del Monday cuenta con la participación especial de Clotilde Cabral y Javier Enciso.
El equipo de producción confirmó que la película tuvo una inversión de USD 150.000 y que contó con el apoyo de la Secretaría Nacional de Cultura de Paraguay y El Centro Cultural de la República El Cabildo. De parte del sector privado, apoyaron la producción: Vicar S.A, La Yuteña S.A., Santa Fe Empanadas, Chipería Leticia, Joana Pan, Kryolan, Forum, Tunka Design, 30 Segundos y Natalia Aquino Make-up.

## Música
"Gritos", tema principal de la película, fue compuesto por Mauricio Román, Rodrigo "Kbra" Cabral y Enzo Romero, con letra de Matías Jacquet. La producción artística estuvo a cargo de Mauricio Román y la grabación se realizó en el Estudio Minimal en Asunción.
De igual manera, el grupo La Suite, de Encarnación, tuvo a su cargo la composición de varias canciones de la banda sonora original de la película. "Che sy rasẽ" y "Recuerdos de un velorio" fueron elegidas para acompañar el film.

## Estreno
La película se estrenó el 1 de abril de 2016; aunque originalmente se había programado para el viernes 19 de febrero. El domingo 1 de noviembre se estrena por los canales de TELEFUTURO 20:15 Hs. para todo Paraguay.

## Taquilla
En sus 8 semanas de proyección en el circuito comercial de cines obtuvo un total de G. 767.850.000 por 32.409 espectadores.